# IT'S A JACO TIME!
『IT'S A JACO TIME!』（イッツ・ア・ジャコ・タイム）は櫻井哲夫JACOトリビュートバンドのカバー・アルバム。2013年9月21日、キングレコードから発売された。

## 解説
前作の「Talking Bass」に続いてのカバー・アルバム。櫻井哲夫JACOトリビュートバンドとして、ジャコ・パストリアスの遺作をカバーするために彼の命日に発売した。選曲・監修は日本のジャコ第一人者である元アドリブ誌編集長だった松下佳男が担当した。

## 収録曲
| #         | タイトル                                                              | 作詞      | 作曲                   | 原曲収録アルバム                      | 時間 |
| --------- | --------------------------------------------------------------------- | --------- | ---------------------- | ------------------------------------- | ---- |
| 1.        | 「インヴィテイション」(Invitation)                                    | -         | ブロニスラウ・ケイパー | 『Twins I / Aurex Jazz Festival '82』 | 6:46 |
| 2.        | 「リバティ・シティ」(Liberty City)                                    | -         | ジャコ・パストリアス   | 『Word of Mouth』                     | 5:59 |
| 3.        | 「スリー・ヴューズ・オブ・ア・シークレット」(Three Views Of A Secret) |           | ジャコ・パストリアス   | 『Night Passage』                     | 4:58 |
| 4.        | 「(ユースド・トゥ・ビー・ア)チャ・チャ」(Used To Be A Cha Cha)        |           | ジャコ・パストリアス   | 『Jaco Pastorius』                    | 4:57 |
| 5.        | 「パラディアム」(Palladium)                                           |           | ウェイン・ショーター   | 『Heavy Weather』                     | 4:40 |
| 6.        | 「ラス・オラス」(Las Olas)                                            |           | ジャコ・パストリアス   | 『PUNK JAZZ』                         | 3:27 |
| 7.        | 「トレイシーの肖像」(Portrait Of A Tracy)                             |           | ジャコ・パストリアス   | 『Jaco Pastorius』                    | 3:08 |
| 8.        | 「コンティニューム」(Continuum)                                       | -         | ジャコ・パストリアス   | 『Jaco Pastorius』                    | 3:30 |
| 9.        | 「リヴァー・ピープル」(River People)                                  |           | ジャコ・パストリアス   | 『Mr. Gone』                          | 4:28 |
| 10.       | 「ハヴォナ」(Havona)                                                  |           | ジャコ・パストリアス   | 『Heavy Weather』                     | 5:08 |
| 合計時間: | 合計時間:                                                             | 合計時間: | 合計時間:              | 47:01                                 |      |

## 参加ミュージシャン
櫻井哲夫JACOトリビュートバンド
- 櫻井哲夫 - ベース、プログラミング
- 本多俊之 - サックス (M-1～5, 9, 10)
- 菰口雄矢 - ギター (M-2～5, 9, 10)
- 新澤健一郎 - キーボード (M-1～5, 9, 10)
- ジーン・ジャクソン (Gene Jackson) - ドラム (M-1～5, 9, 10)

Additional Musician
- 今泉タイキ - シンセサイザー (M-1, 6～8)

Guest musicians
- 渡辺香津美 - ギター (M-1)
- ケイティー・ハンプトン  (Katie Hampton) - ボーカル (M-6)

## 発売履歴
| 地域 | リリース日     | レーベル       | 規格                   | カタログ番号 | 備考                           |
| ---- | -------------- | -------------- | ---------------------- | ------------ | ------------------------------ |
| 日本 | 2013年9月21日  | キングレコード | 12cmCD                 | KICJ-694     | stereo                         |
| 日本 | 2013年9月21日  | キングレコード | デジタル・ダウンロード | 695419813    | iTunes Store                   |
| 日本 | 2013年9月21日  | キングレコード | デジタル・ダウンロード | KICJ-658     | mora AAC-LC 320kbps            |
| 日本 | 2013年9月21日  | キングレコード | デジタル・ダウンロード | A34156983    | レコチョク AAC 128/320kbps     |
| 日本 | 2013年9月21日  | キングレコード | デジタル・ダウンロード | kicj658      | e-onkyo FLAC 96kHz 24bit, WAV  |
| 日本 | 2013年9月21日  | キングレコード | デジタル・ダウンロード | 131          | HD-music FLAC 96kHz/24bit, WAV |
| 日本 | 2013年10月17日 | キングレコード | デジタル・ダウンロード | A1004715878  | レコチョク FLAC 96kHz 24bit    |
| 日本 | 2013年10月17日 | キングレコード | デジタル・ダウンロード | KICJ658_F    | mora FLAC 96.0kHz/24bit        |